# Gigantengrab Imbertighe

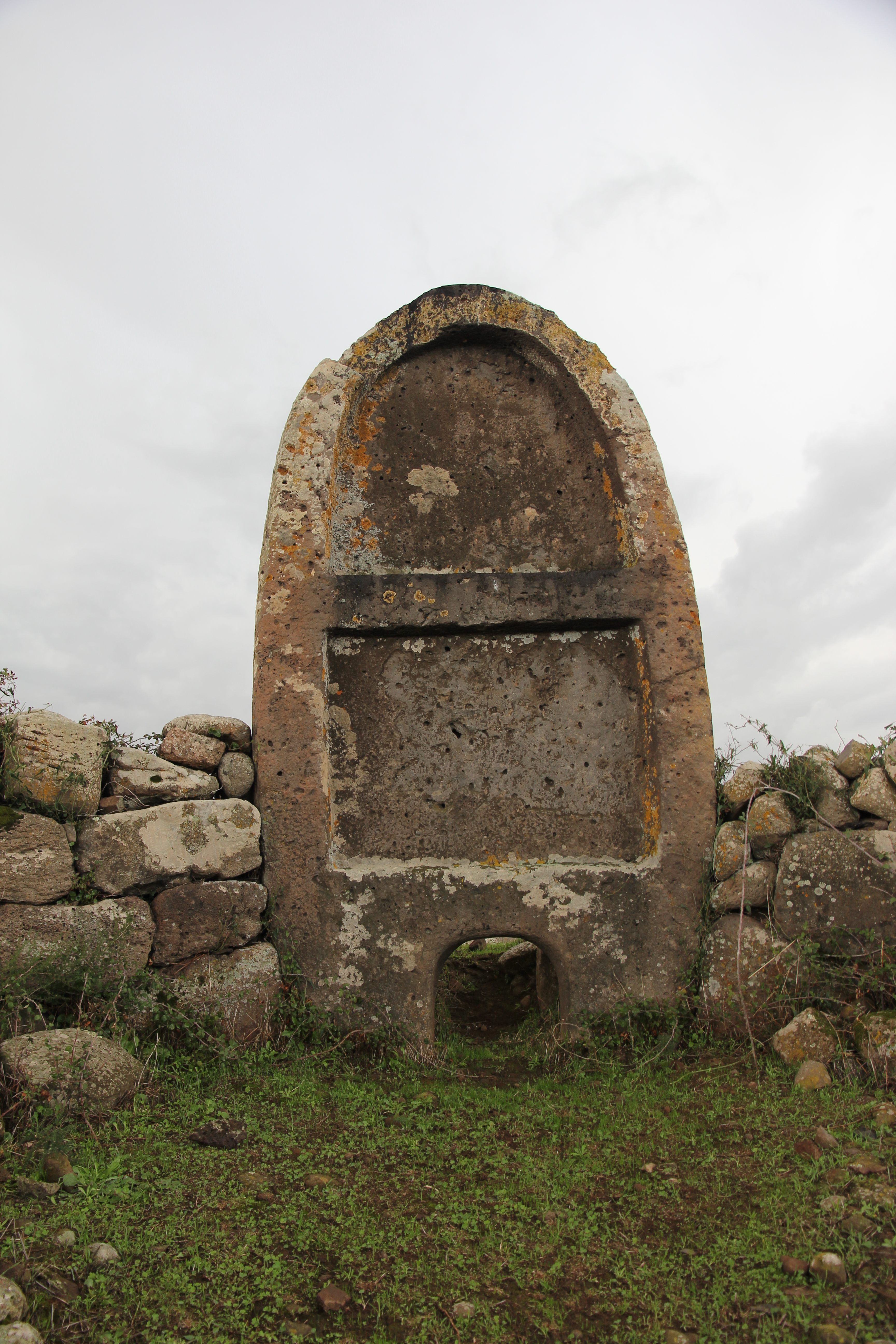
Die Portalstele von Imbertighe – in einer neuzeitlichen Mauer

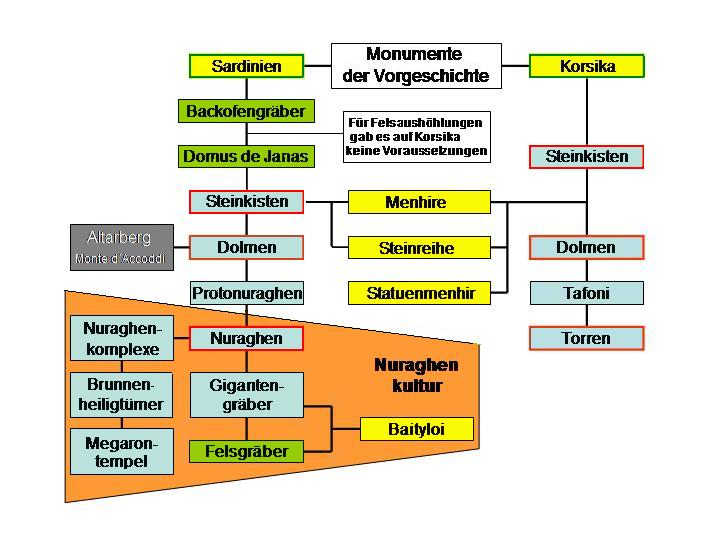
Typenreihe sardisch-korsischer Monumente

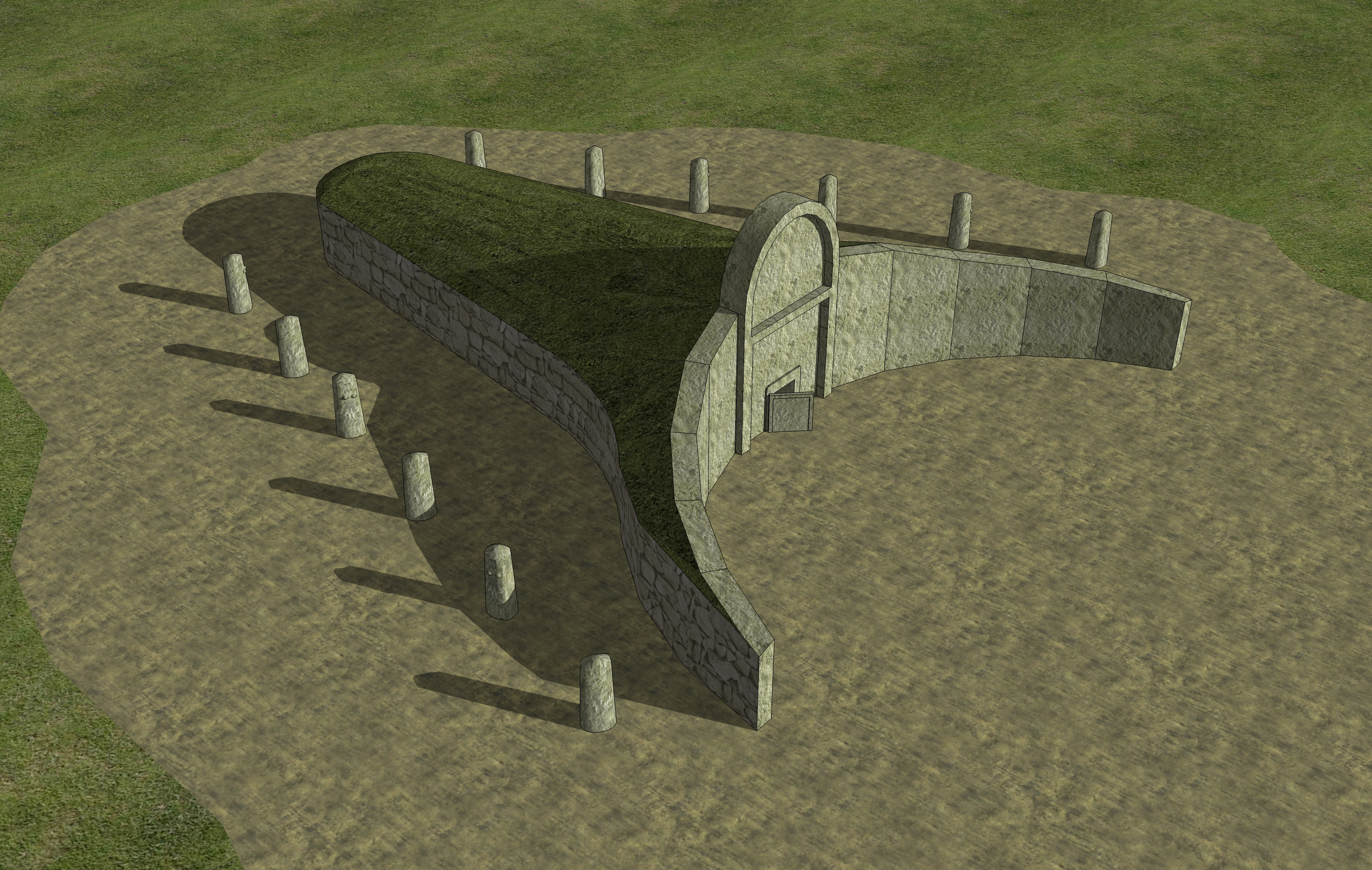
Modell einer Portalstelen-Exedra

Das Gigantengrab Imbertighe (Aussprache [im'bɛrtige]) liegt südöstlich von Borore, in der Provinz Nuoro auf Sardinien. Die in  Sardu Tumbas de sos zigantes und (italienisch Tombe dei Giganti) (plur.) genannten Bauten sind die größten pränuraghischen Kultanlagen Sardiniens und zählen europaweit zu den spätesten Megalithanlagen. Die 321 bekannten Gigantengräber sind Monumente der bronzezeitlichen Bonnanaro-Kultur (1.800–1.500 v. Chr.), die Vorläuferkultur der Nuragher ist.

## Typenfolge
Baulich treten Gigantengräber in zwei Varianten auf. Die Anlagen mit Portalstele inmitten der Exedra gehören zum älteren Typ. Bei späteren Anlagen besteht die Exedra statt aus monolithischen Stelen, aus einer in der Mitte deutlich erhöhten Quaderfassade aus bearbeiteten, geschichteten (italienisch tipo dolmenico - Dolmentyp) Steinblöcken. Imbértighe ist eine Anlage des älteren Typs (mit Portalstele).

## Beschreibung
Die Anlage Imbértighe hat nur eine rudimentäre Galerie und keine Exedra mehr. Ihre mit 3,65 m ungewöhnlich hohe formvollendete Portalstele ist jedoch erhalten. Die Untersuchung ergab, dass die Galerie außen ursprünglich etwa 11,5 und innen 9,0 m lang und einen Meter breit war.